# Club Martini
El Club Martini fou un club format l'any 1956, a la seu de les oficines principals de Martini & Rossi de Barcelona, rambla Catalunya-ronda Universitat, amb l'objectiu de reunir i presentar a la ciutat, inicialment un cop a la setmana, personalitats de l'àmbit nacional i estranger del món de l'espectacle, l'esport i la vida cultural en general.
Se citava, normalment divendres a la tarda, un personatge i, envoltat de periodistes, es feia una presentació. Ben aviat es va convertir en lloc de tertúlia i les oficines de Martini & Rossi van ser insuficients per acollir les recepcions. L'Hotel Ritz en va ser la nova seu. Va donar més projecció a les reunions socials fins a arribar a convertir el club en Terraza Martini. Posteriorment es va trobar el local idoni i la Terraza Martini es va ubicar, finalment, a l'últim pis d'un dels edificis de passeig de Gràcia cantonada Gran Via. Cada cop amplià més les seves funcions fins a arribar a convertir-se en lloc de presentació de llibres i d'exposicions.
Part del seu fons entre 1955 i 1960 gràfic es conserva a l'Arxiu Fotogràfic de Barcelona. El fons aplega fotografies, majoritàriament retrats de personatges del món de l'espectacle, la cultura o l'esport d'àmbit nacional i de l'estranger que van visitar el Club Martini de Barcelona. En una part de la visita al Club es van retratar els convidats il·lustres en el moment de signar el llibre de visites i també durant les entrevistes que els feien els locutors de Radio España de Barcelona. L'autoria de les fotografies és de Ramon Dimas, Morera i Falcó i Xavier Miserachs, entre d'altres.